# Rueil Athletic Club
Actualités
Le Rueil Athletic Club (RAC) Basket est le club de basket-ball masculin de la ville de Rueil-Malmaison. Il prend la relève à la rentrée 2005 du Rueil Pro Basket, liquidé plus tôt dans l'année, et participant alors au championnat de Pro B. Le club évolue alors en Nationale Masculine 1 (3e niveau national) lors de la saison 2020-2021.
Montant en puissance au long des quatre années suivantes, l'équipe termine successivement troisième et deuxième par deux fois, puis parvient en tant que leader à monter en NM2  en ne perdant qu'un match lors de la saison régulière 2008/2009.
En 2011, le RAC termine premier de la phase régulière de la poule D et réussit à se hisser en NM1 dès sa seconde année après une lutte à couteaux tirés en playoffs.
Après trois participations aux playoffs d’accession de 2022 à 2024, le club quitte la NM1 en 2024 à la suite du retrait de la subvention de la mairie.

## Palmarès et résultats

### Bilan par saison
| Saison    | Championnat national | Championnat national | Championnat national | Championnat national | Championnat national | Championnat national | Championnat national | Championnat national | Coupe de France | Autres compétitions nationales | Autres compétitions nationales | Coupes européennes | Coupes européennes | Coupes européennes |
| Saison    | Niveau               | Division             | Classement           | MJ                   | V                    | D                    | %V                   | Play-offs            | Coupe de France | Compétition                    | Résultat                       | Niveau             | Compétition        | Résultat           |
| --------- | -------------------- | -------------------- | -------------------- | -------------------- | -------------------- | -------------------- | -------------------- | -------------------- | --------------- | ------------------------------ | ------------------------------ | ------------------ | ------------------ | ------------------ |
| Rueil AC  |                      |                      |                      |                      |                      |                      |                      |                      |                 |                                |                                |                    |                    |                    |
| 2005-2006 | 5                    | NM3                  | 3e                   | -                    | -                    | -                    | -                    | -                    | -               | -                              | -                              | -                  | -                  | -                  |
| 2006-2007 | 5                    | NM3                  | 2e                   | -                    | -                    | -                    | -                    | -                    | -               | -                              | -                              | -                  | -                  | -                  |
| 2007-2008 | 5                    | NM3                  | 2e                   | -                    | -                    | -                    | -                    | -                    | -               | -                              | -                              | -                  | -                  | -                  |
| 2008-2009 | 5                    | NM3                  | 1er                  | 29                   | 20                   | 9                    | 69 %                 | -                    | -               | -                              | -                              | -                  | -                  | -                  |
| 2009-2010 | 4                    | NM2                  | 6e                   | -                    | -                    | -                    | -                    | -                    | -               | -                              | -                              | -                  | -                  | -                  |
| 2010-2011 | 4                    | NM2                  | 1er                  | -                    | -                    | -                    | -                    | -                    | -               | -                              | -                              | -                  | -                  | -                  |
| 2011-2012 | 3                    | NM1                  | 13e/18               | 34                   | 15                   | 19                   | 44 %                 | -                    | 1/32e de finale | -                              | -                              | -                  | -                  | -                  |
| 2012-2013 | 3                    | NM1                  | 9e/18                | 34                   | 20                   | 14                   | 59 %                 | -                    | 1/32e de finale | -                              | -                              | -                  | -                  | -                  |
| 2013-2014 | 3                    | NM1                  | 9e/18                | 34                   | 16                   | 18                   | 47 %                 | -                    | 1/32e de finale | -                              | -                              | -                  | -                  | -                  |
| 2014-2015 | 3                    | NM1                  | 7e/18                | 34                   | 20                   | 14                   | 59 %                 | 1/4 de finale        | 1/32e de finale | -                              | -                              | -                  | -                  | -                  |
| 2015-2016 | 3                    | NM1                  | 3e/18                | 34                   | 21                   | 13                   | 62 %                 | 1/4 de finale        | 1/32e de finale | -                              | -                              | -                  | -                  | -                  |
| 2016-2017 | 3                    | NM1                  | 6e/18                | 34                   | 19                   | 15                   | 56 %                 | 1/2 finales          | 1/16e de finale | -                              | -                              | -                  | -                  | -                  |
| 2017-2018 | 3                    | NM1                  | 3e/18                | 34                   | 24                   | 10                   | 71 %                 | 1/4 de finale        | 1/64e de finale | -                              | -                              | -                  | -                  | -                  |
| 2018-2019 | 3                    | NM1                  | 5e/14                | 24                   | 18                   | 6                    | 75%                  | 1/4 de finale        | 1/64e de finale | -                              | -                              | -                  | -                  | -                  |
| 2019-2020 | 3                    | NM1                  | 4e/14                | 26                   | 18                   | 8                    | 69 %                 | -                    | 1/64e de finale | -                              | -                              | -                  | -                  | -                  |
| 2020-2021 | 3                    | NM1                  | En cours             |                      |                      |                      |                      |                      | 1/64e de finale | -                              | -                              | -                  | -                  | -                  |

## Joueurs et personnalités du club

### Entraîneurs
Le tableau suivant présente la liste des entraîneurs du club depuis 2005.
| Rang | Nom          | Période |
| ---- | ------------ | ------- |
| 1    | Julien Hervy | 2005-   |